# 今石洋之
今石 洋之（いまいし ひろゆき、1971年10月4日 - ）は、日本のアニメ監督、アニメーター。東京都出身。株式会社トリガー取締役。

## 来歴
多摩美術大学美術学部芸術学科映像専攻卒業後、ガイナックスに入社。初仕事として『新世紀エヴァンゲリオン』の動画を担当した。その後、『彼氏彼女の事情』『フリクリ』などの演出・絵コンテ・作画監督で注目される。
2004年に劇場公開された『DEAD LEAVES』で監督デビューを果たす。
2007年、『天元突破グレンラガン』でテレビ作品を初監督。同作は第11回文化庁メディア芸術祭アニメーション部門優秀賞、および東京国際アニメフェア2008 第7回東京アニメアワードのテレビ部門優秀作品賞とキャラクターデザイン賞を受賞。また今石自身も同作の演出で第12回アニメーション神戸の個人賞を受賞した。
2011年8月、ガイナックスを退社して同僚だった大塚雅彦・舛本和也と共同でアニメ制作会社TRIGGERを設立。以降、同スタジオ作品の監督などを務める。

## 人物・作風
斬新な手法・発想を用いた意欲的な作品を次々に発表し、海外からも注目を集めるクリエイター。トリッキーかつパワフルな作画でアニメーターとしても高い実力と人気を誇る。
2000年代以降の日本アニメで多く見られる、現実に即した写真と見間違えるような背景や人間の身体的な癖まで描こうとするリアル志向のアニメーション表現に対し、写実とは異なるアニメならではの表現を模索している作家の一人。
独特なパースで迫力のあるアクション表現を行なってきたアニメーター、金田伊功の熱心なフォロワーとして知られる。ほかに影響を受けたアニメーターとして、山下将仁、ピーター・チョン、芝山努、小林治、近藤喜文、百瀬義行、森本晃司、田村英樹、上妻晋作、板野一郎、摩砂雪、庵野秀明、井上俊之、北久保弘之、大張正己、磯光雄、沖浦啓之などの名前を挙げている。
海外のアニメや実写作品のアートブックに収録されているコンセプトアートのようなデフォルメされた抽象的な絵を好む。
アメリカン・コミックスに対して、父親が海外出張で買ってきた『スパイダーマン』と『ファンタスティック・フォー』がきっかけで関心を持つ。その後、大学生の頃に海外コミックが輸入販売されるようになったことで興味が再燃し、それから少しずつ買い集めるようになった。コミック版のハルクバスターのフィギュアを見てから、アメトイ（アメリカの玩具）にも興味を持つようになった。一緒にコミコンに行くアメトイ仲間のコヤマシゲト、若林広海とはGEEKBOATという同盟を作っている。
好きな映画に、『ターミネーター』『県警対組織暴力』『ワイルド・スピード MEGA MAX』、そして初期のジョン・ウー、ロバート・ロドリゲス、スティーブン・ソマーズの作品を挙げている。
同人サークル「インクボトル」の主催者でもあり、その際、志宇舞というペンネームを用いている。

## 参加作品

### 監督作品

#### テレビアニメ
2007年
- 天元突破グレンラガン（監督・絵コンテ・演出・メカ作画監督・作画監督補・原画・アイキャッチ・OP絵コンテ/原画・ED絵コンテ）

2010年
- パンティ&ストッキングwithガーターベルト（監督・脚本・プロット・絵コンテ・演出・原画・第二原画・OP絵コンテ/演出・ED絵コンテ/演出）

2013年
- キルラキル（監督・絵コンテ・演出・原画・第二原画・作画監督・OP絵コンテ・ED絵コンテ/演出）

2016年
- 宇宙パトロールルル子（監督・原作・シリーズ構成・脚本・プロット・絵コンテ・演出・原画・OP原画・ED絵コンテ/演出）

2025年
- New PANTY & STOCKING with GARTERBELT（監督・シリーズ構成・コンテ・ストーリー原案・シナリオ・EDコンテ・ティザーPV監修/監督/絵コンテ）

#### 映画
2004年
- DEAD LEAVES（監督・絵コンテ・作画監督・原画）

2008年
- 劇場版 天元突破グレンラガン 紅蓮編（監督・絵コンテ・メカ作画監督・アイキャッチ）

2009年
- 劇場版 天元突破グレンラガン 螺巖編（監督・絵コンテ・メカ作画監督・アイキャッチ）

2019年
- プロメア（監督・3D特技監督・絵コンテ・アートディレクション・設定・選曲）

#### OVA
2004年
- Re:キューティーハニー（#1監督、#1絵コンテ、#1・3原画）

#### Webアニメ
2021年
- スター・ウォーズ: ビジョンズ「THE TWINS」（監督・絵コンテ・CGアクション演出）

2022年
- サイバーパンク エッジランナーズ（監督・OP監督・選曲・絵コンテ・第二原画）

#### 短編
2005年
- OVAL×OVER（監督・絵コンテ・演出・作画監督） - 「BRIDGESTONE INDY JAPAN 300 mile」公式イメージアニメ

2015年
- 日本アニメ（ーター）見本市 『Sex and Violence with Machspeed』 (監督・原案・絵コンテ・原画・デザイン)

#### ゲーム
2005年
- PS2 NAMCO x CAPCOM（OPムービー監督）
- PS2 武蔵伝II ブレイドマスター（OPムービー監督・作画監督・原画）

### その他の参加作品
1996年
- 新世紀エヴァンゲリオン（動画、#25、26 原画）
- スレイヤーズ NEXT（#22、26 原画）
- VS騎士ラムネ&40炎（#23 原画）

1997年
- マッハGoGoGo（1997年版）（OP1、OP2、#4、34 原画）
- 勇者王ガオガイガー（#28、30 原画）
- スレイヤーズ TRY（#1、6、14 原画）
- バトルアスリーテス大運動会（#9、23 原画）
- VIRUS ‐VIRUS BUSTER SERGE‐（#1、4、11 原画）
- こどものおもちゃ（#54、75 原画）
- ルパン三世 ワルサーP38（原画）
- 新世紀エヴァンゲリオン劇場版 Air/まごころを、君に（#25、26 原画）
- 彼氏彼女の事情（#19 脚本、#1[共]、3、19 絵コンテ、#3、10[共]、11、19 作画監督、#3、25、26 原画、#1 漫画、#19 劇メーションほか）
- ヴァイスクロイツ（OP2 原画）
- ジェネレイターガウル（#1、2 原画）
- 新世紀エヴァンゲリオン（#23(ビデオフォーマット版) 原画）
- ルパン三世 炎の記憶〜TOKYO CRISIS〜（原画）
- ヴァンパイアハンター The Animated Series（#4 原画）
- 真ゲッターロボ 世界最後の日（#2 原画）

1999年
- 小さな巨人 ミクロマン（#26 作画監督、#39、52 原画）
- メダロット（#1 原画、#14 絵コンテ 演出 作画監督）
- 地球防衛企業ダイ・ガード（#3 絵コンテ、OP 原画）
- ワイルドアームズ 〜Twilight Venom〜（OP、#3 原画）

2000年
- フリクリ（#1[共]、5、6[共] 絵コンテ、#2、5 作画監督、#1、3 作画監督補佐、#1、4、5、6 原画、#2、5 設定）
- おジャ魔女どれみ#（OP 原画）
- PS 幻想水滸外伝Vol.1 ハルモニアの剣士（OP 原画）

2001年
- も〜っと! おジャ魔女どれみ（OP1、OP2 原画）
- パラッパラッパー（ED、5、11、18 絵コンテ、ED 演出、ED 原画）
- ルパン三世 アルカトラズコネクション（原画）
- シャーマンキング（OP1、OP2 原画）
- まほろまてぃっく（OP、4 原画）
- HELLSING（OP 原画）
- 砂漠の海賊!キャプテンクッパ（#4 原画）
- PS2 ワイルドアームズ アドヴァンスドサード（OP 原画）

2002年
- アベノ橋魔法☆商店街（#3、12 絵コンテ、#3 演出、#3、12 作画監督）
- TRAVA FIST PLANET（#2 絵コンテ、#2、3 原画）
- アニメ店長（絵コンテ、演出、作画監督）

2003年
- ぷちぷり*ユーシィ（#7 絵コンテ、#7 原画）
- GAD GUARD（#5 絵コンテ、#24 原画）
- PS2 テイルズ オブ シンフォニア（ムービー 原画）
- ルパン三世 お宝返却大作戦!!（原画）
- 魁!!クロマティ高校（OP 絵コンテ）
- 鋼の錬金術師（#4、22 原画）
- ポポロクロイス（#6 原画）

2004年
- 十兵衛ちゃん2 -シベリア柳生の逆襲-（#7 原画）
- キューティーハニー（ハニメーション絵コンテ・演出）
- この醜くも美しい世界（OP、ED、#7原画）
- サムライチャンプルー（#9 絵コンテ）
- トップをねらえ!2（#4 メカ作画監督、#1、2、5 原画、#4 第二原画）

2005年
- ONE PIECE THE MOVIE オマツリ男爵と秘密の島（原画）
- これが私の御主人様（#4 絵コンテ）
- 絶対少年（#23 原画）
- ゾイドフューザーズ（#26 原画）
- Paradise Kiss（ED 作画）
- BLACK CAT（#18 絵コンテ、OP、#18 原画）
- ガイキング LEGEND OF DAIKU-MARYU（#1、13 原画）

2007年
- ハヤテのごとく!（#39 原画）

2008年
- 俗・さよなら絶望先生（#9 「絶望ファイト」絵コンテ）
- ロザリオとバンパイア（#10 原画）
- 機動戦士ガンダム00 （#25 原画）
- ヤッターマン（#12  #54 原画）
- 屍姫 赫（OP、#5 原画）

2009年
- ヱヴァンゲリヲン新劇場版:破（原画）
- まほろまてぃっく特別編 ただいま◆おかえり（前編 原画）
- レイトン教授と永遠の歌姫（絵コンテ）

2010年
- REDLINE（原画）

2011年
- ダンタリアンの書架（絵コンテ）
- ダンボール戦機（OP2 原画）
- 神様ドォルズ（原画）
- THE IDOLM@STER（#15 劇中劇絵コンテ）

2012年
- ブラック★ロックシューター（CG特技監督）
- LUPIN the Third -峰不二子という女-（原画）
- エウレカセブンAO（エレナのイラスト）
- ヱヴァンゲリヲン新劇場版:Q（原画）

2014年
- スペース☆ダンディ（#7 ゲストメカデザイン）

2015年
- ニンジャスレイヤー (キャラクターデザイン)
- アイカツ!（#159 原画）

2016年
- ブブキ・ブランキ（OP絵コンテ）

2017年
- リトルウィッチアカデミア（絵コンテ）
- OK K.O.! めざせヒーロー（OP絵コンテ）

2018年
- ダーリン・イン・ザ・フランキス（アクション監修・アクションパート絵コンテ）

2020年
- BNA ビー・エヌ・エー（アクションディレクター・#1、5、12 絵コンテ・#7、11、12 原画）

2021年
- シン・エヴァンゲリオン劇場版（原画）